# Костел Святого Ігнатія (Кадіївка)
Костел Святого Ігнатія (Кадіївка) — римо-католицький храм у м. Кадіївка, Луганська область.
Будівництво здійснювалось у 1915-1916 рр. Основними прихожанами були етнічні поляки, що працювали на промислових підприємствах Кадіївки. Поряд із костелом існувало парафіяльне кладовище. Закритий на початку 1930-х рр. Будівля костелу використовувалася у якості телеграфно-телефонної станції та радіовузолу. У 1950 р. костел було зруйновано, а поряд збудовано нове приміщення міського поштамту.